# Mines de Saldes
Les mines de Saldes formen part dels jaciments de carbó de l'Alt Berguedà, uns dels més importants de Catalunya. Aquest fet provoca que a l'entorn de Saldes i d'altres pobles del Berguedà s'origini una important activitat minera.

## Història
El 1851 es constituïren les primeres societats mineres en el Berguedà, però no fou fins al 1904 que arribà l'explotació definitiva.
Les primeres mines difícilment arribaven a tenir més de 500 metres de llargada. La feina era totalment manual: Els picadors arrencaven el carbó a pic i amb una puntona. El material extret es carregava cabassos fins a les vagonetes, que eren arrossegades fins a l'exterior, primer per homes i després per mules. A l'exterior de la mina dones, criatures i vells separaven el carbó de la resta de materials.
Les condicions de treball eren molt dures: llargues jornades (de 12 hores sense sortir de la mina, ja que es menjava i es descansava a l'interior), sous molt baixos i sobretot el perill que comportava treballar a les mines, mal ventilades i on, sovint, es produïen esllavissades i explosions.
- 1863 L'inici seriós de l'explotació carbonera es va produir amb la constitució de la societat minera La Carbonera Española, que agrupava un gran nombre de concessions mineres. La intenció era explotar tota la conca minera de la comarca del Berguedà.
- 1868 S'obren unes petites explotacions al vessant nord de la serra d'Ensija.
- 1881 Es constitueix la societat anònima Ferrocarril y Minas de Berga, que Absorbeix La Carbonera Española.

Tot i que l'extracció continua sent manual, a partir de 1895, la làmpada d'oli (anomenada pels miners com a "llum de Gall") fou substituïda pel llum de carbur i s'avançà notablement en el transport. Les vagonetes tirades per animals (normalment mules) transportaven el carbó a l'exterior de la mina i, un cop a fora una xarxa de plans inclinats i telefèrics conduïen el carbó fins al rentador, on mitjançant sistemes mecànics es classificava per mides.
- 1893 D.G.E. de Olano (de capital bilbaí) va comprar les mines de l'Alt Berguedà i la concessió de la via fèrria.
- 1904 El carrilet va arribar a  Guardiola, quedant així, solucionat el problema del transport del carbó.
- 1906 S'inicia la construcció de la central hidroelèctrica del Collet, que es va posar en funcionament el 1912. Subministrava el corrent elèctric necessari per les mines de la zona.
- 1911 J.E. de Olano crea la societat Carbones de Berga, SA, que arribaria a ser la més important de Catalunya d'aquest sector. Olano inicia un procés de modernització de les explotacions.

- 1914-1928 S'obren, a Saldes, algunes mines de poca envergadura, que van funcionar fins després de la Guerra Civil.
- 1929 S'inicia la construcció de la primera central tèrmica de Cercs, de 14 MW, a fi de consumir el carbó que es produïa a la comarca.
- 1931 S'inicia l'explotació de la mina Pedraforca, a Saldes; als nivells anomenats Piso 1 i Piso 2, (a 1.026 i 1.078 m, respectivament).
- 1941-1946 Les dificultats en el transport del carbó de la zona de Saldes i Vallcebre, van fer que les respectives empreses explotadores construïssin un conjunt de telefèrics que transportaven el carbó. El de Vallcebre arribava fins a l'estació del Collet d'Eina, en canvi el de l'Espà només arribava fins als Hostalets i s'havia d'acabar de transportar el carbó en camions fins a l'estació del Collet.
- 1944 L'empresa Serchs, SA, que era filial de Carbones de Berga, SA, obre a Saldes, -a prop de la mina Pedraforca- la mina Campos. El dia 10 d'abril es produí a la mina Clara de l'Espà una explosió de grisú[1] que va provocar 34 víctimes mortals, esdevenint l'accident més greu de la història de la mineria espanyola
- 1946 Es crea la societat Carbones Pedraforca, SA, degut a la importància de la mina Pedraforca.
- 1951 El dia 27 d'abril, la mina Campos va sofrir una explosió de grisú i pols que va costar la vida a 18 persones.
- 1963 La mina Campos tancà definitivament les seves portes.
- 1972 Es va inaugurar la nova central tèrmica de Cercs amb una potència és de 160 MW i consumeix 2.500 tones de carbó al dia.
- 1982 S'inicia l'explotació de la mina Piso 3
- 1989 S'obra la mina Piso 2bis.
- 1985-1990 La mina de Saldes, de capes verticals i explotada pel mètode de testeres, inicia la seva modernització. El mètode de testeres: antiquat, perillós i poc rendible deixarà pas a un nou sistema, ideat pels tècnics de Carbones Pedraforca, SA : es tracta d'un nou sistema d'explotació de capes verticals anomenat subnivells, en el qual l'explotació vertical se substitueix per galeries horitzontals, fent possible la incorporació de maquinària pesant. Aquest sistema passaria a ser anomenat mètode Pedraforca.
- 1992 Carbones Pedraforca, SA compra la mina Piso 2bis i la connecta amb la mina Piso 3. Aquest fet provoca que Carbones Pedraforca, SA sigui l'única empresa del sector que resta en funcionament a la Comarca i, posteriorment en l'única mina de carbó de Catalunya (assolint els millors rendiments de la Comunitat Econòmica Europea).
- 2007 Carbones Pedraforca, SA cessa l'extracció de carbó. En aquest moment les boques de mina actives eren el Pis 3, per on entrava el material, i el Pis 2bis per on sortia el carbó.
- 2008 Després de recuperar tota la maquinària i desmuntar les explotacions, les darreres activitats mineres a Saldes finalitzen difinitivament

## Les mines de Saldes
| Nom de la mina                  | Anys Explotació       | Ressenya |
| ------------------------------- | --------------------- | --- |
| Mina del Pollegó Petit          | 1936-1952             | Situada per sota de Molers.Oberta per evitar que el jovent del poble hagués d'anar a la guerra. Els miners no guanyaven res, ben al contrari: es pagava a dos encarregats perquè els ensenyessin la feina.              |
| Mina Clara                      | 1940-1944             | Situada molt a prop de l'Espà, en aquesta mina va passar l'accident més gran de l'estat espanyol: el 10 d'abril de 1944 hi van morir 34 persones a causa d'una explosió de grisú.                                       |
| Mina La Campos                  | 1944-1963             | Va patir un accident molt greu l'any 1951 en què van morir 18 persones a causa d'una explosió de grisú i pols |
| Mines Pedraforca Pisos 0, 1 i 2 | ?-1985                | Els nivells anomenats Piso 0 i Piso 1 foren l'inici de les mines Pedraforca. Posteriorment després de la constitució de Carbones Pedraforca SA, es va obrir el Piso 2, que va ser explotada entre els anys 1940 i 1985. |
| Mina Sant Joaquim               | 1959-1979             | Situada a tocar mateix del poble de Saldes, està comunicada amb el pis 2º. Es va abandonar per esgotament del mineral                                                                                                   |
| Mina de Coll de Jou o Piso 4    | 1947-1961 i 1978-1996 | Situada per sota del cel obert de Coll de Jou. En els últims anys es feia servir per entrar el material de la mina del pis 3                                                                                            |
| Mina de Piso 3                  | 1982-2007             | Enllaça amb les boques de Coll de Jou i del pis 2 bis, es la boca mina per on entren els miners i els materials, està molt mecanitzada i és la mina que té més producció per home de la CEE.                            |
| Mina de Piso 2 bis              | 1989-2007             | Està comunicada amb el pis 3 i es per on surt el carbó a través d'una cinta transportadora. Està situada per sota del camp de futbol del poble de Saldes.                                                               |

## Explotacions a cel obert
A banda de les mines al municipi de Saldes també s'explotà el carbó a cel obert.
- Cel obert de les Feixes Llargues
- Cel obert del Pedraforca
- Cel obert de Coll de Pradell

## Mètodes d'extracció

### Mètode de testeres (Explotació de capes verticals)
Mètode d'explotar una capa vertical o gairebé verticals. Consisteix dues galeries (una superior i l'altre inferior) comunicades amb alguna de propera perquè pugui haver-hi circulació d'aire.Entremig d'aquestes galeries s'extreu el carbó. La separació entre les galeries és considerable (50-80 m), es divideix aquesta alçada en parts de 3 a 5 metres (anomenades "tajo"), on hi treballa un equip de minaires. El "tajo" inferior és el que va més avançat, i el superior, el més endarrerit. Així el carbó que es desprèn de dalt no toca, en la seva caiguda, els altres inferiors. El mineral s'arrenca amb explosiu: es perforen uns forats on s'introdueix l'explosiu que arrencarà el carbó. El carbó que s'arrenca en explotar la dinamita cau a baix i queda contingut per unes comportes de fusta que eviten que caigui a la galeria.
Es col·loca el vagó de fusta sota la comporta que en obrir-se l'omple; es canvia el vagó i es repeteix l'operació mentre hi ha carbó

### Mètode de subnivells (Explotació de capes horitzontals)
Dues galeries (Cap i Base) condueixen des de l'exterior a les explotacions. Són horitzontals, amb un lleuger desnivell per facilitar l'evacuació de les aigües. Entre galeria i galeria hi ha uns 150 m de desnivell.
Un cop Fetes les Galeries, se s'excava un pou inclinat des de la galeria Base, que les unirà, de baix cap a dalt, amb una secció reduïda per facilitar-ne l'excavació.
Quan s'arriba a "calar" amb la galeria de cap, es comença a eixamplar el pou de dalt cap a baix per donar-li ja la secció definitiva (uns 20 m²).
La llargada del pou és d'uns 240 m, amb una inclinació de 42º.
Repartits al llarg del pou inclinat hi ha nou retalls, que són galeries horitzontals i perpendiculars a les capes, d'uns 120 m de llargada.
Una vegada trobades les capes -General, primer i Quartes, després- s'inicia l'excavació pel carbó del que pròpiament serà l'explotació.
El carbó s'obté de l'excavació, en primer lloc, de les galeries d'uns 20 m² (subnivells) i del seu posterior ensorrament.
L'excavació es realitza mitjançant minadors que van avançant dia a dia.
La galeria es revesteix d'uns arcs metàl·lics, anomenats "quadres", que són els encarregats d'aguantar el terreny. Entre aquests arcs s'hi col·loca fusta a fi d'evitar la caiguda del carbó.
Quan s'arriba al final de l'excavació, es procedeix a l'ensorrament. Es retiren els "quadres" d'un a un i, mitjançant explosiu, es fa caure el carbó que hi ha per damunt. Normalment s'ensorra fins a uns 10 m d'alçada.